# E. O. Wilson
Edward Osborne Wilson (Birmingham, Alabama, 10. lipnja 1929. – 26. prosinca 2021. ) američki je biolog (bavio se mirmekologijom, dijelom entomologije koja se bavi proučavanjem mrava), istraživač (sociobiologija, bioraznolikost), teoretičar (consilience, biofilija) i prirodoslovac.
Wilson je poznat po svojoj znanstvenoj karijeri, zalaganju za očuvanje okoliša i za ideje vezane za religijska, moralna i etička pitanja.

## Životopis
Wilson je rođen u Birminghamu u SAD-u. Po svojoj autobiografiji Naturalist odrastao je u Washingonu i na selu u okolici mjesta Mobile, Alabama. Od mladih dana zanimao se za prirodoslovlje. Njegovi roditelji, Edward i Inez Wilson, razveli su se kad je imao sedam godina. Sa 16 godina, namjeravajući postati entomolog, počeo je skupljati muhe, ali zbog nestašice pribadača uzrokovane Drugim svjetskim ratom prešao je na skupljanje mrava.
U strahu da neće moći priuštiti studij, Wilson se prijavio u vojsku, ali je bio odbijen zbog oštećenja vida. Upisao se na Sveučilište u Alabami, koje je bilo otvoreno za sve koji završe srednju školu u Alabami i imalo prihvaljive školarine. Wilson je diplomirao, doktorirao je na Sveučilištu Harvard, a kasnije je dobio počasne titule na raznim sveučilištima.

## Teorije i uvjerenja

### Sociobiologija
Wilson je definirao sociobiologiju kao "sistematsko proučavanje biološke osnove svog društvenog ponašanja." Primjenjujući principe evolucije na razumijevanje društvenog ponašanja životinja, uključjući ljude, Wilson je zasnovao sociobiologiju kao novo znanstveno područje. Tvrdio je da na sve životinjsko ponašanje, čak i ljudsko, utječu geni, a nema potpune slobode volje. Ovaj princip je nazvao genetska uzica (kao ona na kojoj se vode psi, npr.).

Kontroverza sociobiološkog istraživanja je u primjeni na ljude. Teorija daje znanstvene argumente protiv doktrine tabule rase, koja tvrdi da se ljudi rađaju bez urođenog mentalnog sadržaja i da je kultura djelovala na povećanje ljudskog znanja i pomogla u preživljavanju i uspjehu. U zadnjem poglavlju knjige Sociobiology i u cijeloj, Pulizerom nagrađenoj knjizi On Human Nature, Wilson tvrdi da je ljudski um oblikovan jednako genetskim nasljeđem kao i kulturom, ako ne i više. Postoje granice koliko društvo i okolina mogu promijeniti ljudsko ponašanje.

### Consilience
U svojoj knjizi iz 1998. Consilience: The Unity of Knowledge Wilson raspravlja o metodima koji su se koristili da se objedine prirodne znanosti, a mogli bi se koristiti za objedinjavanje prirodnih i društvenih znanosti.

### Znanstveni humanizam
Wilson je skovao frazu znanstveni humanizam (eng. scientific humanism) kao:
jedini pogled na svijet suglasan s rastućom znanstvenom spoznajom stvarnog svijeta i zakona prirode
Wilson tvrdi da je to najprikladnije za unaprijeđivanje uvjeta čovječanstva.

### Bog i religija
O pitanju Boga, Wilson je opisao svoju poziciju kao provizorni deizam. Objasnio je njegova vjera putanja koja vodi dalje od tradicionalnih vjerovanja:
udaljio sam se od crkve, ne definitivno agnostik ili ateist, tek ne više baptist.
Wilson tvrdi da su vjera u Boga i vjerske obrede proizvod evolucije. Dalje, tvrdi da ih ne treba odbacivati niti otpisivati, već dublje znanstveno istražiti kako bi se bolje shvatila njihova važnost za ljudsku prirodu. U svojoj knizi The Creation, Wilson se zalaže za zanemarivanje epistemoloških razlika između vjere i znanosti, i usredotočenje na zajedničko, živu prirodu.

### Jedinica i cilj prirodnog odabira
Wilsonov stav je da je jedinica prirodnog odabira gen, osnovni element nasljeđivanja. Meta odabira je jedinka koja nosi skup gena određene vrste.

## Kritike
Nekoliko Wilsonovih kolega s Harvarda, kao Richard Lewontin i Stephen Jay Gould, su se snažno protivili njegovim idejama vezanim uz sociobiologiju. Marshall Sahlins je napisao The Use and Abuse of Biology, direktnu kritiku Wilsonovih teorija.

## Glavna djela
- The Theory of Island Biogeography, 1967.,  Princeton University Press (2001 reprint), ISBN 0-691-08836-5, s Robertom H. MacArthurom
- Insect Societies, 1971., Harvard University Press, ISBN 0-674-45490-1
- Sociobiology: The New Synthesis 1975., Belknap Press, ISBN 0-674-81621-8 (Twenty-fifth Anniversary Edition, 2000. ISBN 0-674-00089-7)
- On Human Nature, 1979., Harvard University Press, ISBN 0-674-63441-1, dobitnik Pulitzerove nagrade
- Genes, Mind and Culture: The coevolutionary process, 1981., Harvard University Press, ISBN 0-674-34475-8
- Promethean fire: reflections on the origin of mind, 1983., Harvard University Press, ISBN 0-674-71445-8
- Biophilia, 1984., Harvard University Press, ISBN 0-674-07441-6
- Success and Dominance in Ecosystems: The Case of the Social Insects, 1990., Inter-Research, ISSN 0932-2205
- The Ants, 1990., Belknap Press, ISBN 0-674-04075-9, Winner of the Pulitzer Prize, s Bertom Hölldoblerom
- The Diversity of Life, 1992., Belknap Press, ISBN 0-674-21298-3
- The Biophilia Hypothesis, 1993.,  Shearwater Books, ISBN 1-55963-148-1, with Stephen R. Kellert
- Journey to the Ants: A Story of Scientific Exploration, 1994., Belknap Press, ISBN 0-674-48525-4, s Bertom Hölldoblerom
- Naturalist, 1994., Shearwater Books, ISBN 1-55963-288-7
- In Search of Nature, 1996., Shearwater Books, ISBN 1-55963-215-1, with Laura Simonds Southworth
- Consilience: The Unity of Knowledge, 1998., Knopf, ISBN 0-679-45077-7
- The Future of Life, 2002., Knopf, ISBN 0-679-45078-5
- Pheidole in the New World: A Dominant, Hyperdiverse Ant Genus, 2003., Harvard University Press, ISBN 0-674-00293-8
- From So Simple a Beginning: Darwin's Four Great Books. 2005, W. W. Norton.
- The Creation: An Appeal to Save Life on Earth, September 2006, W. W. Norton & Company, Inc.  ISBN 978-0393062175
- Nature Revealed: Selected Writings 1949-2006, Johns Hopkins University Press, Baltimore. ISBN 0-8018-8329-6

## Poveznice
- Sociobiologija
- Bioraznolikost
- Evolucionarna psihologija

## Vanjske poveznice

### Wikimedijini projekti
|  | Zajednički poslužitelj ima još gradiva o temi E. O. Wilson  |
|  | Wikicitati imaju zbirke citata o temi Edward Osborne Wilson |

### Biografija
- "E.O. Wilson Profile" - Iscrpan popis titula, nagrada i dužnosti

### Video-zapisi
- "On the Relation of Science and Humanities" - predavanje na Harvard@Home  (eng.)
- "From So Simple a Beginning: The Four Great Books of Charles Darwin" - predavanje na BookTV  (eng.)
- Gostovanje na emisiji Charlie Rose - razgovor s Jamesom D. Watsonom
- Gostovanje na MeaningOfLife.tv - razgovor s Robertom Wrightom  (eng.)
- Ubben Lecture at DePauw University (eng.)
- E. O. Wilson Charlie Rose kompletni razgovori  (eng.)
- E.O. Wilson: TED Prize wish: Help build the Encyclopedia of Life  Arhivirana inačica izvorne stranice od 7. lipnja 2008. (Wayback Machine) TED, ožujak 2007, na Encyclopedia of Life (eng.)
- Gostovanje na NOVA-inom Little Creatures Who Run the World, 1997  .(eng.)

### Razgovori
- Living in Shimmering Disequilibrium - razgovor s Fredom Branfmanom (Salon) (eng.)
- Karl Marx was right, it is just that he had the wrong species - razgovor s Frans Roes (Speak, Darwinists!) (eng.)
- E.O. Wilson - razgovor s Paulom D. Thackerom (BioMedNet) (eng.)
- City Arts & Lectures, 2006/10/10 (eng.)

### Članci
- Sorry, But Your Soul Just Died  Arhivirana inačica izvorne stranice od 22. siječnja 2009. (Wayback Machine) - esej kojeg je napisao Tom Wolfe (Forbes, 1996.) (eng.)
- Darwin's natural heir: Profile - esej kojeg je napisao Ed Douglas (The Guardian, 2001.) (eng.)
- The Ant King's Latest Mission: Profile - esej kojeg je napisao Robin McKie (GuardianUnlimited, 2006.) (eng.)
- Editorial on Sustainability e-Journal - esej kojeg je napisao E.O. Wilson (Sustainability: Science, Practice, & Policy, 2005.) (eng.)

### Eseji
- Science and Ideology (1995) (eng.)
- Kin Selection as the Key to Altruism: Its Rise and Fall  Arhivirana inačica izvorne stranice od 19. lipnja 2008. (Wayback Machine) (2005) (eng.)
- Letter to a Southern Baptist Minister  Arhivirana inačica izvorne stranice od 9. siječnja 2008. (Wayback Machine) (Izvadak iz The Creation: An Appeal to Save Life on Earth). (2006) (eng.)

### Knjige
- Success and Dominance in Ecosystems: The Case of the Social Insects  Arhivirana inačica izvorne stranice od 4. listopada 2008. (Wayback Machine) (1987), (eng.) dostupno besplatno na Internetu